# Проміз-Сіті (Айова)
Проміз-Сіті (англ. Promise City) — місто (англ. city) в США, в окрузі Вейн штату Айова. Населення — 88 осіб (2020).

## Географія
Проміз-Сіті розташований за координатами 40°44′49″ пн. ш. 93°8′58″ зх. д. / 40.74694° пн. ш. 93.14944° зх. д. (40.746930, -93.149310).  За даними Бюро перепису населення США в 2010 році місто мало площу 0,50 км², з яких 0,49 км² — суходіл та 0,01 км² — водойми.

## Демографія
Згідно з переписом 2010 року, у місті мешкало 111 особа в 49 домогосподарствах у складі 29 родин. Густота населення становила 222 особи/км².  Було 57 помешкань (114/км²).
Расовий склад населення:
| - 97,3 % — білих - 1,8 % — азіатів |

До двох чи більше рас належало 0,0 %. Частка іспаномовних становила 0,9 % від усіх жителів.
За віковим діапазоном населення розподілялося таким чином: 17,1 % — особи молодші 18 років, 60,4 % — особи у віці 18—64 років, 22,5 % — особи у віці 65 років та старші. Медіана віку мешканця становила 46,1 року. На 100 осіб жіночої статі у місті припадало 126,5 чоловіків;  на 100 жінок у віці від 18 років та старших — 135,9 чоловіків також старших 18 років.
Медіана доходів становила 40 625 доларів для чоловіків та 24 524 долари для жінок. За межею бідності перебувало 5,4 % осіб, у тому числі 0,0 % дітей у віці до 18 років та 10,5 % осіб у віці 65 років та старших.
Цивільне працевлаштоване населення становило 125 осіб. Основні галузі зайнятості: роздрібна торгівля — 33,6 %, виробництво — 31,2 %, транспорт — 16,0 %, освіта, охорона здоров'я та соціальна допомога — 12,8 %.